# Psychoda pulla
Psychoda pulla är en tvåvingeart som först beskrevs av Camillo Rondani 1863.  Psychoda pulla ingår i släktet Psychoda och familjen fjärilsmyggor. Inga underarter finns listade i Catalogue of Life.